# یوکا سایتو (صداپیشه)
یوکا سایتو (انگلیسی: Yuka Saitō؛ ۱۳ نوامبر ۱۹۸۶ – ) صداپیشه اهل ژاپن بود.